# Edward Kavanagh

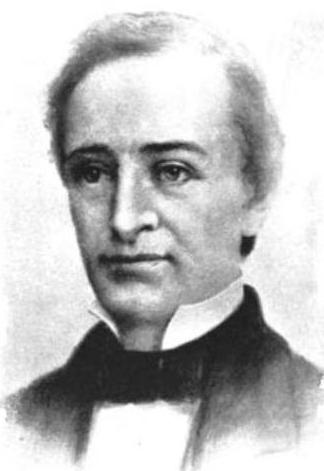
Edward Kavanagh (Bild von 1893)

Edward Kavanagh (* 27. April 1795 in Newcastle, Lincoln County, Massachusetts; † 22. Januar 1844 ebenda) war ein US-amerikanischer Politiker und von 1843 bis 1844 Gouverneur von Maine. Für diesen Bundesstaat war er auch Abgeordneter im Repräsentantenhaus der Vereinigten Staaten.

## Frühe Jahre und politischer Aufstieg
Der im heutigen Maine geborene Edward Kavanagh besuchte das Montreal Seminary in Kanada, die Georgetown University in Washington, D.C. und das St. Marys College in Maryland. Dort machte er im Jahr 1813 seinen Abschluss. Nach einem anschließenden Jurastudium und der danach erfolgten Zulassung als Rechtsanwalt begann er in Damariscotta in seinem neuen Beruf zu arbeiten. Kavanaghs politische Karriere begann im Jahr 1824 als Stadtrat von Newcastle. Dieses Amt übte er drei Jahre lang aus. Zwischen 1827 und 1830 war er Abgeordneter im Repräsentantenhaus von Maine. Im Jahr 1830 saß er im Senat von Maine; von 1831 bis 1835 vertrat er seinen Staat im US-Repräsentantenhaus. Zwischen 1835 und 1841 war er amerikanischer Gesandter in Portugal. Danach wurde er wieder in den Staatssenat gewählt, wo er zwischen 1841 und 1843 auch als dessen Präsident amtierte. In dieser Zeit gehörte er auch einer Kommission zur Beilegung des Grenzkonflikts im Nordosten des Landes an. Der Konflikt wurde schließlich 1842 durch den Webster-Ashburton-Vertrag beigelegt.

## Gouverneur von Maine
Als am 7. März 1843 der amtierende Gouverneur John Fairfield von seinem Amt zurücktrat, um in den Kongress zu wechseln, musste Kavanagh als Senatspräsident dessen angebrochene Amtszeit beenden. Zwischen dem 7. März 1843 und dem 1. Januar 1844 amtierte er nun als Gouverneur. Am 1. Januar trat Kavanagh von seinem Amt zurück und der Präsident des Staatsparlaments, David Dunn, übte das Amt des Gouverneurs für zwei Tage bis zum 3. Januar 1844 aus. Die Amtszeit des gewählten neuen Gouverneurs Hugh J. Anderson begann aber erst am 5. Januar. Daher musste der neue Senatspräsident John Dana für einen Tag den Posten des Gouverneurs übernehmen. Edward Kavanagh starb am 20. Januar 1844, keine drei Wochen nach seinem Rücktritt.